# 徐必觀
徐必觀（？—？），字巽占，號幼眉，江西奉新人，清朝政治人物，進士出身。
嘉慶七年（1802年）登壬戌科進士。曾任詔安縣知縣，道光七年（1827年）三月署任鳳山縣知縣，同年閏五月二十七日實任。道光十年（1830年）九月十五日卸任。道光十一年十二月十五日（1831年1月28日）署臺灣縣知縣。道光十二年十二月二十二日（1833年2月11日）再任鳳山縣知縣。